# Herbert Wiedermann
Herbert Wiedermann (Steindorf am Ossiacher See, Caríntia, 1 de novembro de 1927) é um ex-canoísta austríaco especialista em provas de velocidade.

## Carreira
Foi vencedor das medalhas de bronze em K-2 1000 m em Helsínquia 1952 e Melbourne 1956, junto com o seu colega de equipa Maximilian Raub.